# Nattfjärilar

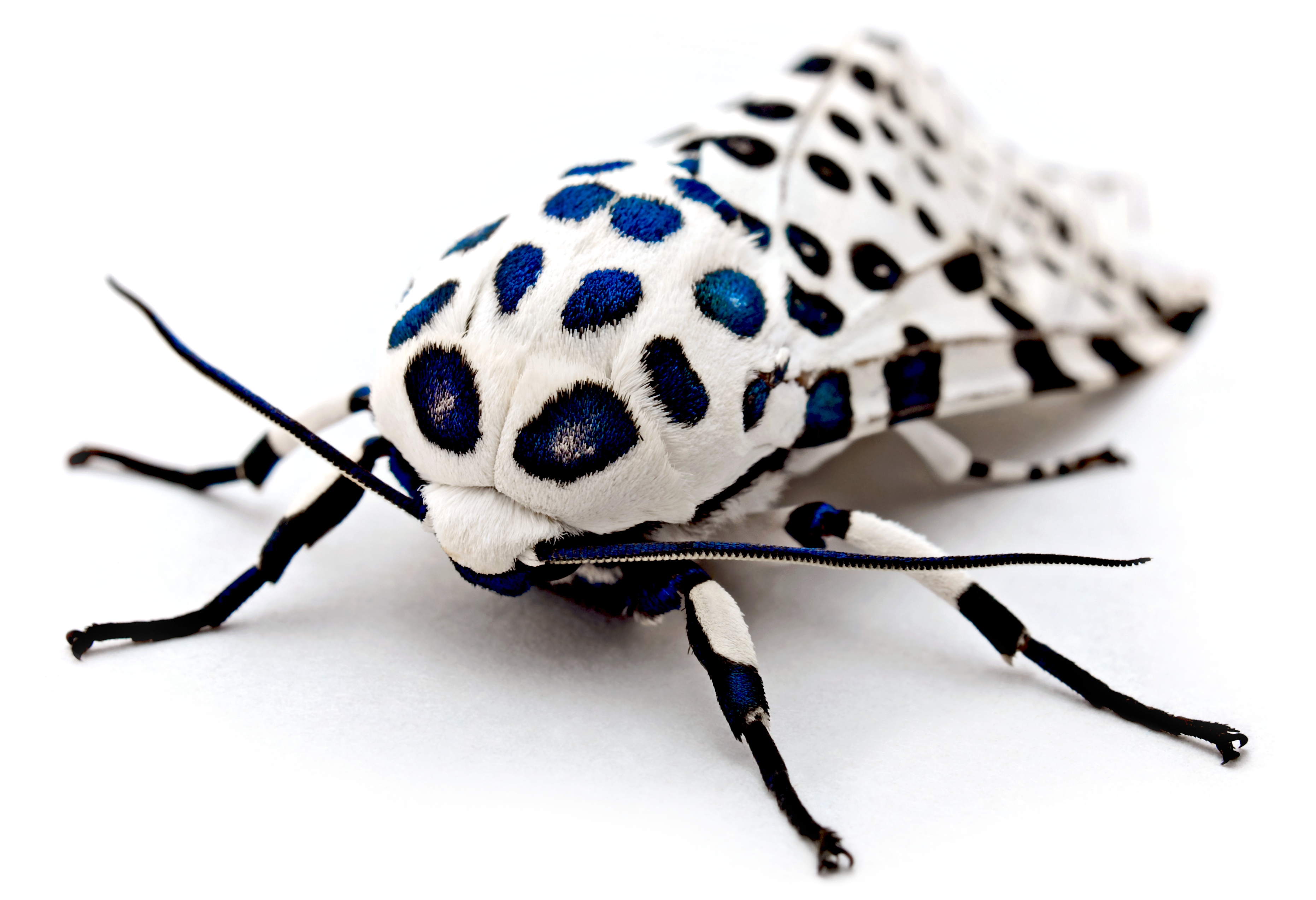
Björnspinnaren Hypercompe scribonia

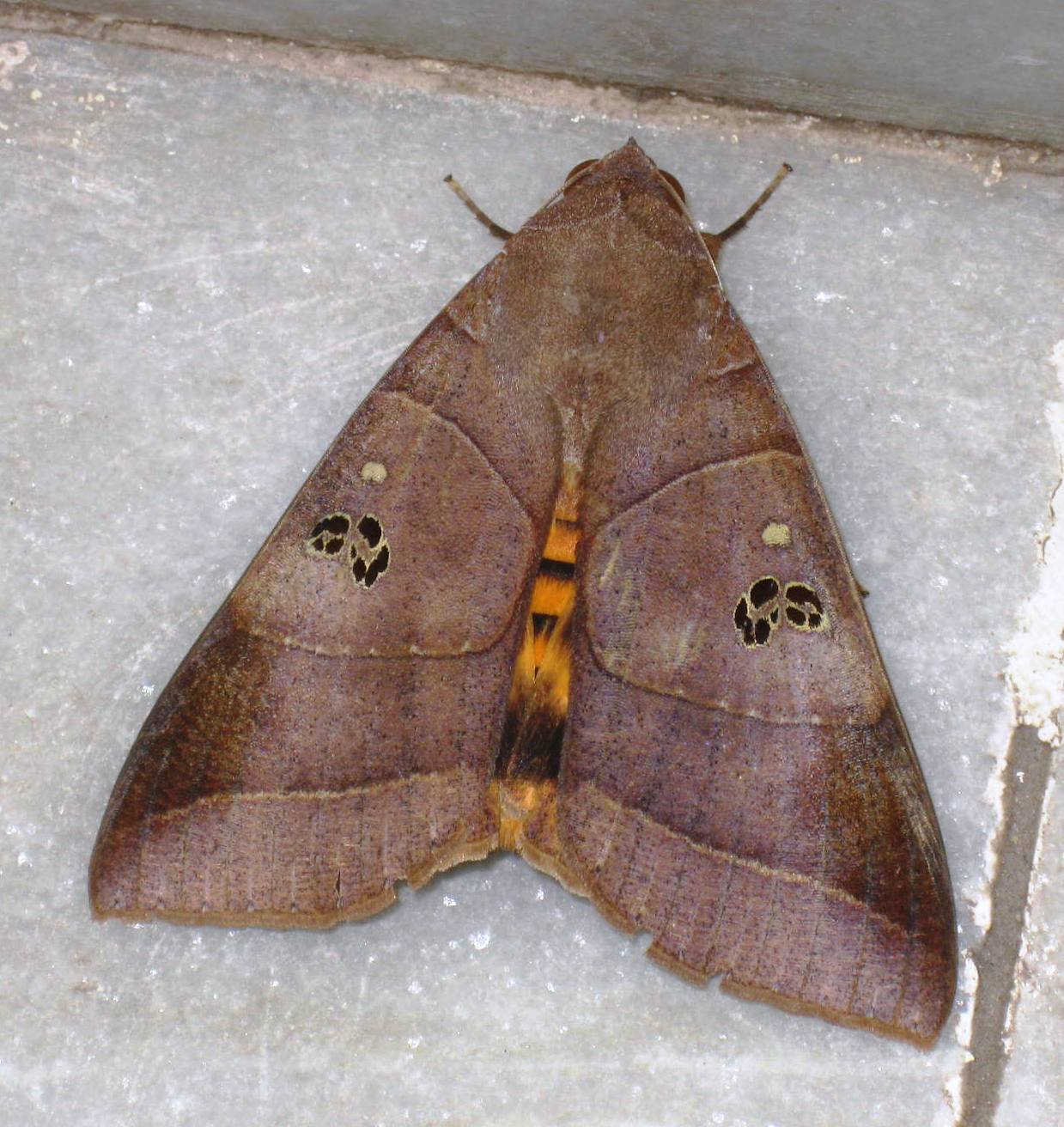
Nattflyet Anua coronata på ett marmorgolv i Kolkata, Indien

Nattfjärilar är en benämning på de fjärilar som inte tillhör dagfjärilarna. De utgör inte någon enhetlig taxonomisk grupp, utan benämningen är ett icke-systematiskt trivialnamn, men är vanlig i vardagligt språkbruk, eftersom fjärilar länge traditionellt har delats upp i dagfjärilar och nattfjärilar av praktiska skäl. Benämningen kommer av att många av de fjärilar som räknas till gruppen flyger om natten eller om aftonen, i skymningen, men detta ska inte ses som någon entydig beskrivning av gruppen, eftersom det finns fjärilar som brukar kallas nattfjärilar, men är dagaktiva. Till de fjärilsgrupper som räknas som nattfjärilar hör malar, mott, mätare, nattflyn, spinnare, svärmare och vecklare.
Det finns inget helt säkert utseendemässigt sätt att skilja mellan dagfjärilar och nattfjärilar, men ett drag som i allmänhet skiljer dag- och nattfjärilar åt är antennerna; nästan alla dagfjärilar har tunna antenner som avslutas med en liten klubba, medan nattfjärilars antenner oftast är fjäderlika hos hanarna och smala och raka utan klubba hos honorna. Ett annat drag som i de flesta fall skiljer dagfjärilar från nattfjärilar är den hake (mer precist vingkoppling), med frenulum (borst på bakvingens framkant) och retinakulum (struktur på framvingens undersida; frenulums fäste), som kopplar ihop bakvinge och framvinge hos nattfjärilar. Frenulum saknas hos nästan alla dagfjärilar, som har en annan typ av vingkoppling, så kallad amplexiform vingkoppling (innebär att bakvingens framkant är förstorad och skjuter in under framvingen). Dock finns det nattfjärilar, exempelvis spinnare inom Bombycoidea och Lasiocampoidea, som inte har vingkoppling av typen frenulum-retinakulum utan amplexiform vingkoppling. En skillnad som är lättare att observera i fält är hur vingarna hålls vid vila. Nattfjärilar brukar då hålla vingarna taklikt fällda över ryggen, medan de flesta dagfjärilar håller vingarna ihopslagna rakt upp över ryggen.
Carl von Linné delade i sitt verk Systema naturae upp fjärilarna i tre släkten, och placerade alla nattfjärilar, utom svärmare, i ett och samma släkte, kallat Phalæna (som idag är ett obsolet namn; ej använt släkte). Ett senare försök till klassificering av ordningen fjärilar (Lepidoptera) i underordningar motsvarande dagfjärilar och nattfjärilar använde Heterocera som vetenskapligt namn för nattfjärilar. Detta namn är idag föråldrat och används inte, då det är parafyletiskt. 
Många nattfjärilar dras till ljus (positiv fototaxis) och till exempel fjärilssamlare använder ofta en vit duk och en lampa som avger ultraviolett ljus för att kunna locka nattfjärilar och fånga in dem. Denna metod kallas ljusfångst.